# Luc Van den Brande

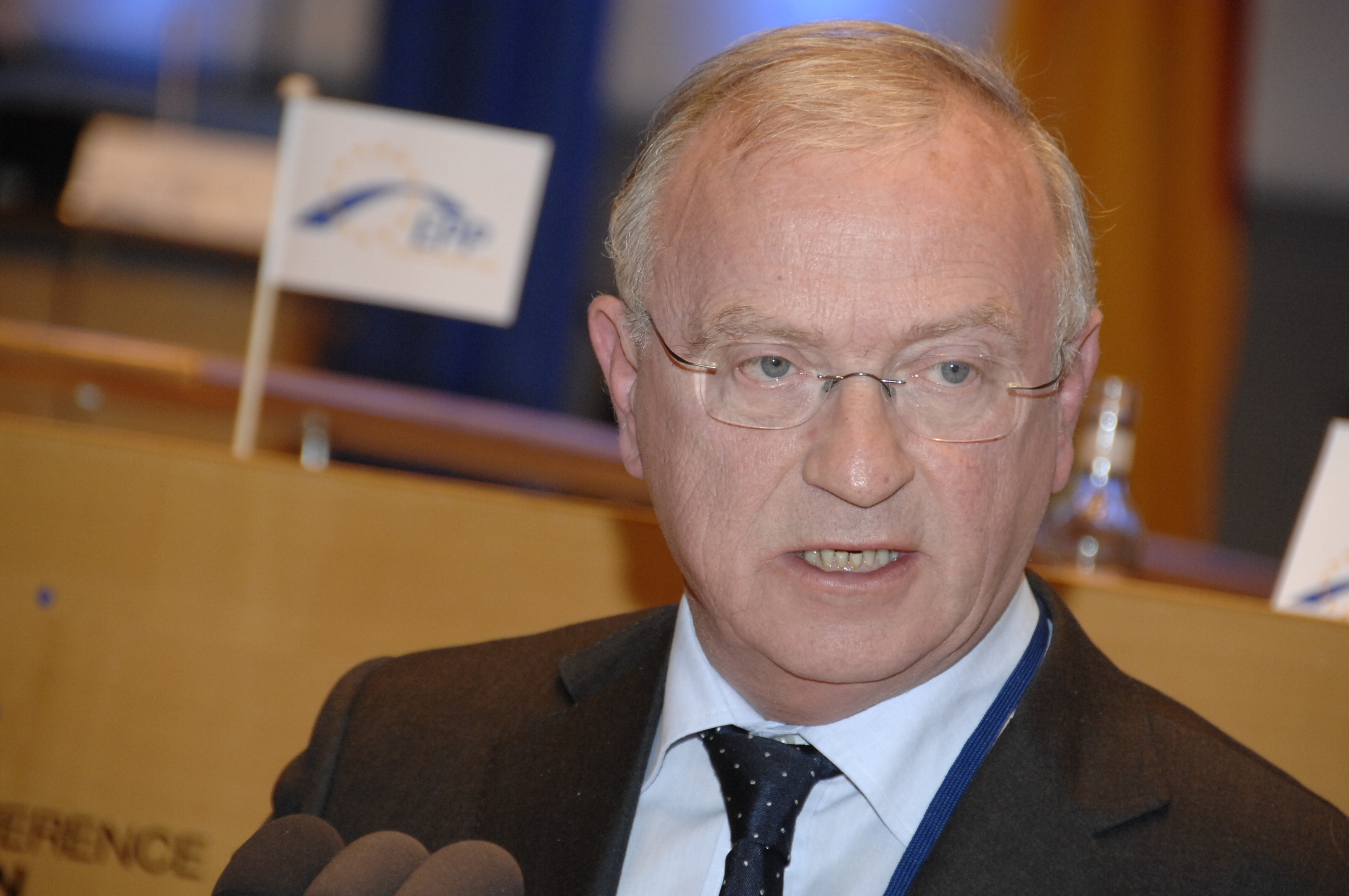
Luc Van den Brande

Luc Van den Brande, né le 13 octobre 1945 à Malines, est un homme politique belge, membre du CD&V. Marié et père de 3 enfants, il est docteur en droit et licencié en notariat de la Katholieke Universiteit Leuven. Il a été pendant sept années ministre-président du gouvernement flamand.

## Études
- Docteur en droit Katholieke Universiteit Leuven (KU Leuven) (1969)
- Licencié en notariat Katholieke Universiteit Leuven (KU Leuven) (1969)
- Avocat au barreau de Malines (1970-1988)

## Carrière politique

### Mandats parlementaires
- Député de la Chambre des représentants de Belgique pour l’arrondissement de Malines (1977-1991)
- Chef du groupe parlementaire CVP à la Chambre (1985-1988)
- Membre du Cultuurraad voor de Nederlandse Cultuurgemeenschap et du Conseil flamand (12.05.77-21.05.95)
- Sénateur fédéral pour l’arrondissement de Malines-Turnhout (1991-1995)
- Député au Parlement flamand pour l’arrondissement de Malines-Turnhout (13.06.95-04.07.95) (16.07.99-
- Président de la Commission pour les affaires étrangères et européennes (1999-2004)
- Député au Parlement flamand pour la Province d’Anvers (juin 2004 - juin 2009)
- Sénateur de communauté (13.10.1999-7.6.2009)
- Membre du Comité consultatif fédéral sur les Affaires européennes

### Fonctions gouvernementales
- Ministre fédéral de l’Emploi et du Travail (du 9 mai 1988 au 21 janvier 1992)
- Président de l'exécutif flamand et ministre communautaire des affaires économiques, des PME, de la politique scientifique et des relations extérieures (du 21 au 30 janvier 1992)
- Ministre-président de l'exécutif flamand et ministre communautaire des affaires économiques, des PME, de la politique scientifique et des relations extérieures (du 30 janvier 1992 au 20 juin 1995)
- Ministre-président du gouvernement flamand et ministre flamand de la politique extérieure, des affaires européennes et des sciences et technologies (du 20 juin 1995 au 13 juillet 1999)

### Mandats et responsabilités européennes
- Membre du bureau de l’Assemblée des régions d’Europe (1992-1994)
- Vice-président (1994-1996) et président (1996-2000) de l’Assemblée des régions d’Europe
- Membre du Comité des régions (depuis 1994)
- Vice-président du Comité des régions (1994-1998) (2000-2002) – chef de la délégation belge (2002-2006)
- Premier vice-président du Comité des régions (2006-2008)
- Président du Comité des régions de l’UE (2008-2010)

### Benelux
- Chef du groupe parlementaire chrétien du Conseil interparlementaire consultatif de Benelux (2000- 2008)

### Conseil de l’Europe
- Membre effectif de l’Assemblée parlementaire du Conseil de l’Europe (depuis 2001)
- Vice-président de l’Assemblée parlementaire du Conseil de l'Europe (2003-2004)
- Chef du groupe parlementaire PPE/DC de l’Assemblée parlementaire (depuis 2005), et en cette qualité membre du cabinet du président, du bureau et de la commission permanente
- Membre effectif de la commission politique et de la commission pour le respect des obligations et engagements des États membres (commission de suivi)
- Membre de différentes sous-commissions
- Rapporteur en diverses occasions et à plusieurs reprises, entre autres du suivi de la Turquie et de la fédération de Russie
- Président de missions d’observation des élections et de commissions ad-hoc
- Représentant de l’Assemblée parlementaire au sein du Comité des ministres pour la négociation du MoU entre le Conseil et l’UE
- Président du conseil des élections démocratiques de la Commission de Venise (Commission européenne pour la démocratie par le droit)

### Union de l’Europe occidentale
- Membre effectif de l’Assemblée parlementaire de l’Union de l’Europe occidentale (depuis 2001)

### Divers
- Professeur extraordinaire en Institutions politiques – Katholieke Universiteit Leuven (KU Leuven) (2000- 2005)
- Président du Flanders Technology International
- Président du Lemmensinstituut
- Président de l'Internationale vriendenkring Anton van Wilderode
- En juin 2007, et alors qu'il était président du conseil européen, il a œuvré pour faire retirer de l'agenda du conseil le rapport du sénateur français Guy Lengagne (PS) intitulé Les dangers du créationnisme dans l'éducation[1],[2]. Il fut l'une de 25 personnes sur 48 à voter contre la résolution 1580, établissant que le créationnisme n'est pas une matière scientifique et donc ne doit pas être enseigné au cours de sciences mais bien au cours de religion.

## Intérêts politiques et sociaux
- Politique générale, politique économique, scientifique et technologique, réformes de l’État, politique extérieure et européenne

## Distinctions
- Grand olfficier de l'ordre de Léopold(1999)
- Ordre du Mérite (Pologne)
- Grand officier de l'ordre de Léopold II (2007)
- Commandeur de l'ordre d'Orange-Nassau (Pays-Bas, 2002)